# Ifangbwa
Der Ifangbwa ist ein traditionelles Messer aus dem Nordwesten der Demokratischen Republik Kongo.

## Beschreibung
Der Ifangbwa-Dolch hat eine gerade, breite, zweischneidige Klinge. Am Heft beginnt die Klinge oval und läuft danach zum Ort hin breit aus und hat einen breiten Mittelgrat oder einen tiefen Hohlschliff. An dem ovalen Klingenstück ist die Klinge oft durchbrochen. Die vordere Schneide ist halbmondförmig. Das Heft besteht aus Holz und ist zum Teil mit Kupferdraht umwickelt. Der Knauf ist mit Pflanzenfasern in Kugelform umwickelt. Der Ifangbwa-Dolch wird von den Ethnien der Ngombe und Poto benutzt.